# بوتیلیرا آلتا
بوتیلیرا آلتا (به ایتالیایی: Buttigliera Alta) یک کومونه در ایتالیا است که در استان تورین واقع شده‌است.

## خصوصیات
بوتیلیرا آلتا ۸٫۲۵ کیلومترمربع مساحت و ۶٬۴۶۱ نفر جمعیت دارد و ۴۱۴ متر بالاتر از سطح دریا واقع شده‌است.

## خواهرخوانده
شهر Jougne خواهرخواندهٔ بوتیلیرا آلتا هست.